# Jeremiah Horrocks

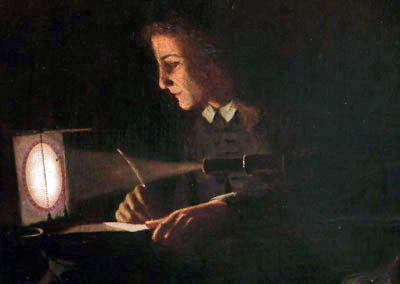
Horrocks terwijl hij de Venusovergang van 1639 observeert (J.W.Lavender, 1903)

Jeremiah Horrocks (Toxteth-Liverpool 1618 – 3 januari 1641) was een Engels astronoom die als een van de eerste astronomen de theorie van Johannes Kepler bevestigde dankzij zijn nauwkeurige observaties. Horrocks werd vooral bekend door zijn accurate voorspelling en de eerste beschreven observatie van de Venusovergang van 24 november 1639 (volgens de juliaanse kalender, of 4 december in de gregoriaanse kalender). Hij stierf zeer jong op 22-jarige leeftijd.
Horrocks verwierf pas bekendheid in Engeland lang na zijn dood, nadat de Duits-Poolse astronoom Johannes Hevelius in 1662 het werk van Horrocks Venus in Sole Visa had gepubliceerd. Horrocks’ werk leverde een realistischer beeld op van het zonnestelsel. Hij  was tot de conclusie gekomen dat de zon veel verder van de aarde stond dan tot dan toe werd aangenomen. Ook concludeerde hij dat de planeten Jupiter en Saturnus veel groter waren dan de aarde. Na de publicatie door Hevelius, stelde de Britse Koninklijke Academie voor Wetenschappen alles in het werk om Horrocks’ nagelaten geschriften op te sporen en alsnog te publiceren.

## Werk

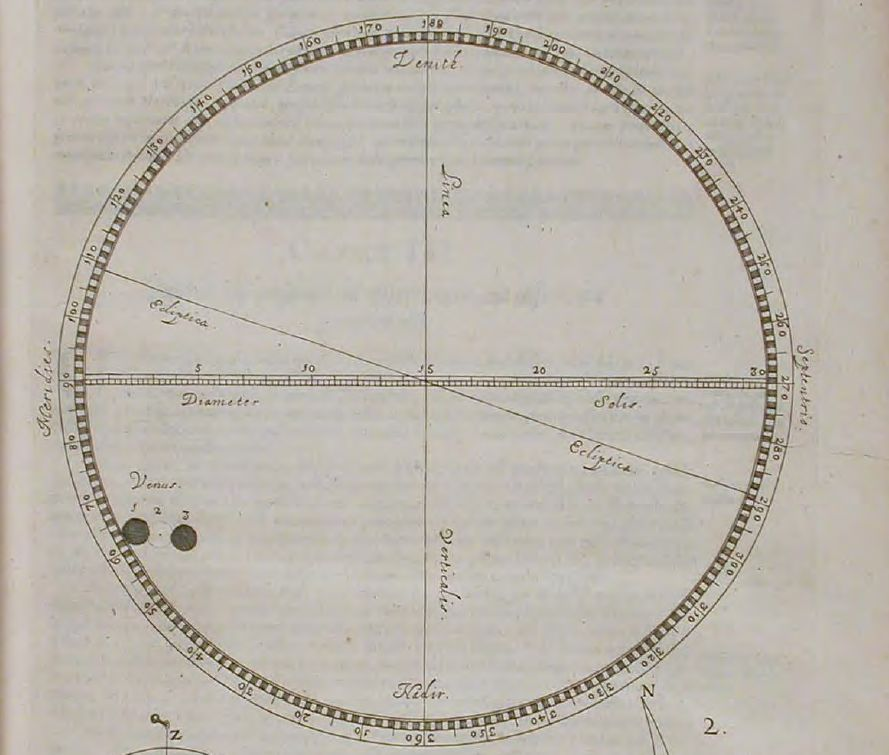
Horrocks' observatie van de Venusovergang zoals gepubliceerd in zijn boek 'Venus in sole visa'

- Reeds tijdens zijn studies aan het Emmanuel College in Cambridge vanaf 1632 werkte hij met zelfgemaakte instrumenten aan het verbeteren van de bestaande planetentafels.
- In 1637 constateerde hij samen met William Crabtree dat de sterren van de Pleiaden op een avond plots verduisterd werden door de maan. Dat wees erop dat er op de maan geen atmosfeer aanwezig was.
- In 1638 kon hij aantonen dat de omloopbaan van de maan inderdaad een ellips was, zoals uit de wetten van Kepler volgde.
- In 1639 bepaalde hij aan de hand van de Venusovergang de hoekdiameter van Venus waaruit hij een aarde-zon afstand van 95 miljoen km afleidde.

### Online
- Jeremiah Horrocks, Venus in Sole Visa, 1639/40. Facsimile gebaseerd op de gecommentarieerde uitgave van dit werk door Johannes Hevelius, Rare Book Collection, Astronomy Library of the Vienna University.